# Nombre complex dividit
En àlgebra, un nombre complex dividit (o nombre hiperbòlic, també nombre perplex, nombre doble) es basa en una unitat hiperbòlica j que satisfà {\displaystyle j^{2}=1.} Un nombre complex dividit té dues components reals x i y, i s'escriu {\displaystyle z=x+yj.} El conjugat de z és {\displaystyle z^{*}=x-yj.} Des que {\displaystyle j^{2}=1,} el producte d'un nombre z amb el seu conjugat és {\displaystyle N(z):=zz^{*}=x^{2}-y^{2},} una forma quadràtica isòtropa.

## Definició
Un nombre complex dividit és un parell ordenat de nombres reals, escrits en la forma{\displaystyle z=x+jy}on x i y són nombres reals i la unitat hiperbòlica j compleix{\displaystyle j^{2}=+1}En el camp dels nombres complexos la unitat imaginària i compleix {\displaystyle i^{2}=-1.} El canvi de signe distingeix els nombres complexos dividits dels complexos ordinaris. La unitat hiperbòlica j no és un nombre real sinó una quantitat independent.
La col·lecció de totes aquestes z s'anomena pla del complex dividit . La suma i la multiplicació de nombres complexos dividits es defineixen per{\displaystyle {\begin{aligned}(x+jy)+(u+jv)&=(x+u)+j(y+v)\\(x+jy)(u+jv)&=(xu+yv)+j(xv+yu).\end{aligned}}}Aquesta multiplicació és commutativa, associativa i es distribueix per suma.

Corba blava: hipèrbola unitària.Corba verda: hipèrbola conjugada.Línies vermelles: assímptomes

### Forma conjugada, mòdul i bilineal
Igual que per als nombres complexos, es pot definir la noció de conjugat de complex dividit . Si{\displaystyle z=x+jy~,}aleshores el conjugat de z es defineix com
{\displaystyle z^{*}=x-jy~.}

### Geometria
L'anàleg de la fórmula d'Euler per als nombres complexos dividits és{\displaystyle \exp(j\theta )=\cosh(\theta )+j\sinh(\theta ).}Aquesta fórmula es pot derivar d'una expansió de sèries de potències utilitzant el fet que cosh només té poders parells mentre que el de sinh té poders senars. Per a tots els valors reals de l'angle hiperbòlic θ el nombre de complex dividit λ = exp(jθ) té la norma 1 i es troba a la branca dreta de la hipèrbola unitat. Nombres com λ s'han anomenat versors hiperbòlics.